# Vegetal Jam
Vegetal Jam es dúo musical de Folk fundado en 2012. Está formado por el acordeonista David Aznar, de Zaragoza, y el violinista y chelista Miguel Guallar, de Ejea de los Caballeros.
El nombre del grupo significa en castellano "Mermelada vegetal", puesto que se declaran a sí mismos como una mermelada de ritmos: Música natural, sin azúcares añadidos. Es un estilo Folk para bailar, mezclando ritmos aragoneses y del resto de Europa, con canciones de composición propia.
El 21 de diciembre de 2012 sacaron su primer disco, Danza del Bosque Encantado, que fue presentado el 11 de enero de 2013. En él todas las canciones son composiciones bailables, predominando los valses y las mazurkas.
En 2013, quedan ganadores del Festival de música de calle de Villanua(Huesca) y finalistas en los Premios de la música aragonesa, en la categoría de mejor portada.
Ponen melodía a la cabecera del programa de Aragón Televisión "Un día de feria", con la canción titulada "Jota de Almendras". 
En 2014 presentaron su segundo disco, titulado "Valnerols", que fue presentado el 22 de febrero de 2014 en el Teatro Arbolé de Zaragoza.
Han actuado en importantes festivales de música en España y Portugal.

## Discografía
- "Danza del Bosque Encantado" (2012)
- "Valnerols" (2014)
- "El Alma en la Lluvia" (2017)